# Schlacht in der Wilderness
Wilderness – Spotsylvania C.H. – Yellow Tavern – Wilsons Wharf – Haws Shop – North Anna – Totopotomoy Creek – Old Church – Cold Harbor – Trevilian Station – Saint Marys Church
Die Schlacht in der Wilderness war eine Schlacht während des Amerikanischen Bürgerkriegs und die erste des Überland-Feldzuges Generalleutnant Grants. Sie fand am 5. und 6. Mai 1864 in Virginia statt. In ihr standen sich zum wiederholten Mal die Potomac-Armee unter Generalmajor Meade und die Nord-Virginia-Armee General Lees gegenüber. Die Schlacht endete unentschieden.

## Vorgeschichte
Nach seiner Ernennung zum Oberbefehlshaber des US-Heeres beschloss Generalleutnant Grant, persönlich nach Virginia zu gehen und von dort die Armeen auf dem östlichen Kriegsschauplatz zu führen. Mit diesen beabsichtigte er, die konföderierte Nord-Virginia-Armee zu vernichten und den Krieg zu beenden. Grant schlug sein Hauptquartier bei der Potomac-Armee auf, mischte sich jedoch in die Führung nur selten ein. Oberbefehlshaber der Potomac-Armee blieb Generalmajor Meade.

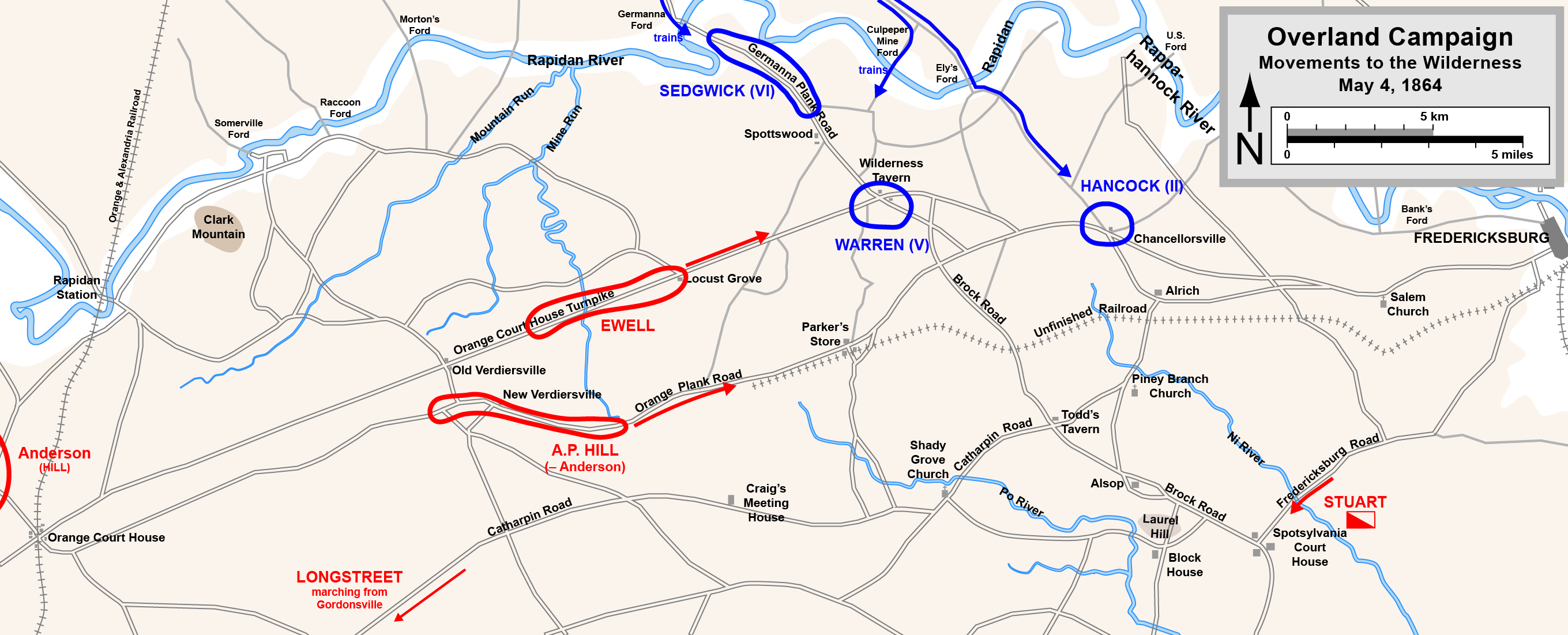
Anmarsch zum Schlachtfeldrot: konföderierte Truppen
blau: Unionstruppen

Anfang Mai 1864 verließ die Potomac-Armee ihre Winterquartiere, um die Konföderierten anzugreifen. Die Potomac-Armee überquerte den Rapidan und erreichte die Wilderness – jenen dicht bewachsenen Urwald, in dem schon ein Jahr vorher ein Teil der Schlacht bei Chancellorsville stattgefunden hatte. Die Konföderierten unter General Lee wollten sich dieses Gelände zunutze machen und hatten die Überquerung des Rapidan absichtlich nicht behindert. General Lee hoffte, die Unionsstreitkräfte auf dem Marsch durch das unwegsame Gelände, in dem ihre überlegene Artillerie nicht zum Tragen kommen konnte, angreifen zu können.

## Erster Tag 5. Mai
Am 5. Mai trafen Lees Truppen auf die Vorhuten der Potomac-Armee. Der konföderierte Generalleutnant Ewell stoppte mit dem II. Korps das V. Korps Generalmajor Warrens, während Generalleutnant Hills III. konföderiertes Korps weiter südlich dem II. Unionskorps Generalmajor Hancocks ausweichen musste, sich schließlich aber halten konnte.

## Zweiter Tag 6. Mai
Am 6. Mai gelang es Hancock mit Verstärkungen, Hills Korps noch weiter zurückzudrängen und ihm schwere Verluste zuzufügen.
Lee konnte Hill lange Zeit keine Verstärkungen senden, da auch General Ewell in Bedrängnis war.
Schließlich traf Generalleutnant Longstreets Korps im Eilmarsch ein und griff Hancocks Truppen an. Dieses Mal wurden die Truppen der Union zurückgedrängt, Longstreet eroberte den gesamten verlorenen Boden zurück und marschierte noch weiter. Er wurde jedoch bei einem erneuten Angriff von den eigenen Leuten schwer verwundet, der ihn begleitende General Micah Jenkins wurde getötet.
Zuletzt beruhigte sich der Kampf in diesem Teil des Schlachtfeldes, und der nördliche Teil der Front wurde aktiver. Hier attackierten Truppen aus Ewells Korps unter Brigadegeneral Gordon die Flanke der Potomac-Armee und trafen sie schwer. Gordons Angriff ebbte jedoch mit zunehmender Dunkelheit ab.

## Nachspiel
Nach zwei Tagen voller Kämpfe in dem dichten Gestrüpp der Wilderness standen sich die beiden Armeen wie in den Jahren davor angeschlagen gegenüber. Anders als bisher wich die Potomac-Armee dieses Mal nicht nach Norden aus – Grant befahl, nach Südosten zu marschieren und sich zwischen Lees Armee und die konföderierte Hauptstadt Richmond zu schieben. Bereits am 8. Mai trafen die Armeen erneut aufeinander, dieses Mal bei Spotsylvania Court House.
Die Konföderierten hatten Verluste in Höhe von 11.400 Mann, die Union in Höhe von 18.400 Mann zu beklagen.